# Unterroth
Unterroth è un comune tedesco di 967 abitanti, situato nel land della Baviera.